# 周盛波
周 盛波（しゅう せいは、Zhou Shengbo、1830年 - 1888年）は、清末の軍人。字は海舲。　
安徽省合肥出身。1853年、太平天国軍が安慶を陥落させると、周氏の兄弟は団練を組織し、太平天国軍と戦った。6人兄弟のうち、4人が戦死し、生き残ったのは周盛波と弟の周盛伝のみで、勇名は広く伝わった。陳玉成と陳得才の侵攻にも、兵2千を率いて数年にわたって持ちこたえ、守備に抜擢された。
1862年、李鴻章が淮軍を編成して江蘇省の救援に赴くと、これに参加した。周氏兄弟の部隊は、初期には「盛字営」と称し、拡充後は「盛軍」と称した。上海で太平天国軍に勝利し、遊撃に昇進し、バトゥルの称号を得た。1863年、太倉を攻略し、昆山を奪回し、副将に昇進した。その後、江陰を攻略し、無錫に侵攻した時には太平天国の軍船100隻余りを破壊し、潮王黄子隆を捕らえる功績をあげた。1864年、常州を諸軍とともに包囲した時には、周盛波は南門に攻め入り、列王の費天将を捕らえた。南京奪回後は掃討戦にあたった。
1865年、曽国藩に従って捻軍との戦いに赴いた。雉河集で安徽布政使の英翰が包囲されていたが、周盛波が援軍に赴いて包囲を解くことに成功した。この功で甘粛涼州鎮総兵となった。翌年には捻軍の牛宏升軍に大勝した。1867年、信陽で任柱軍を破り、応援にきた頼文光も撃破して、東捻軍の平定に貢献した。1868年、西捻軍が北京をうかがうと、諸将とともに防衛にあたり、これを鎮圧した。
1884年、清仏戦争がおこると淮北から10営の兵を募って天津の防衛にあたった。周盛伝が死去すると湖南提督の職を引き継ぐように命じられた。死後、剛敏の諡号が贈られた。
周盛波・周盛伝の死後、盛軍は衛汝貴が継承したが、統制によろしきを得ず軍紀は乱れ、日清戦争の平壌の戦いで敗れた。